# Liste bedeutender Moscheen in Ägypten
Im Jahr 2016 gab es in Ägypten 114.000 Moscheen, von denen 83.000 dem Ministerium für Stiftungen angegliedert sind. Diese Liste enthält bedeutende Moscheen in Ägypten.
| Name                                        | Bilder | Standort                   | Jahr                        | Bemerkungen |
| ------------------------------------------- | ------ | -------------------------- | --------------------------- | --- |
| Sādāt-Quraisch-Moschee                      |        | Bilbais                    | 639                         | Älteste Moschee in Nordafrika. |
| al-Fattāh-al-ʿAlīm-Moschee                  |        | Neue Verwaltungshauptstadt | 2019                        | Eine der größten Moschee in Ägypten |
| Abū-l-ʿAbbās-al-Mursī-Moschee               |        | Alexandria                 | 1285                        | |
| Abū-Haddschādsch-Moschee                    |        | Luxor                      | 1286                        | |
| al-Aschraf-Moschee                          |        | Kairo                      | 1424                        | |
| al-Azhar-Moschee                            |        | Kairo                      | 969                         | Nationale Moschee |
| al-Burdainī-Moschee                         |        | Kairo                      | 1629                        | |
| al-Fath-Moschee                             |        | Kairo                      | 1990                        | |
| al-Ghūrī-Moschee                            |        | Kairo                      | 1503                        | |
| al-Hākim-Moschee                            |        | Kairo                      | 1013                        | |
| al-Husain-Moschee                           |        | Kairo                      | 1154                        | |
| al-Malika-Safiya-Moschee                    |        | Kairo                      | 1665                        | |
| al-Mahmūdiya-Moschee                        |        | Kairo                      | 1567                        | |
| an-Nāsir-Muhammad-Moschee                   |        | Kairo                      | 1334                        | |
| an-Nūr-Moschee                              |        | Kairo                      | 1970er                      | |
| ar-Rahmān-ar-Rahīm-Moschee                  |        | Kairo                      | 2016                        | |
| ar-Rifāʿī-Moschee                           |        | Kairo                      | 1911                        | |
| as-Sālih-Talā'i-Moschee                     |        | Kairo                      | 1160                        | |
| as-Saiyida-Nafīsa-Moschee                   |        | Kairo                      | 10. bis 12. Jahrhundert     | |
| at-Tābiya-Moschee                           |        | Aswān                      | Anfang des 19. Jahrhunderts | |
| Dschamāl-ad-Dīn-al-Ustādār-Moschee          |        | Kairo                      | 1407                        | |
| Qidschmās-al-Ishāqī-Moschee                 |        | Kairo                      | 1479–1481                   | |
| ʿAttārīn-Moschee                            |        | Alexandria                 | 1056                        | |
| Aqmar-Moschee                               |        | Kairo                      | 1125                        | |
| Āq-Sunqur-Moschee                           |        | Kairo                      | 1347                        | |
| Dimirdāsch-Moschee                          |        | Kairo                      | 1523                        | Es handelt sich um das Dimirdāsch-Krankenhaus, unter dessen Kuppel ein Heiliger begraben ist. Die Dimirdāsch-Moschee, in der Sīdī Dimirdāsch begraben ist, befindet sich 100 Meter weiter rechts auf der Straße. |
| Islamisches Kulturzentrum Ägyptens          |        | Neue Verwaltungshauptstadt | 2023                        | Die größte Moschee in Afrika |
| al-ʿAlamain-Moschee                         |        | Neu-ʿAlamain               | 2022                        | |
| Dschamāl-ʿAbd-an-Nāsir-Moschee              |        | Kairo                      | 1969                        | |
| Hātīm-Moschee                               |        | Alexandria                 | ?                           | |
| Ibrāhīm-ad-Disūqī-Moschee                   |        | Disūq                      | 1277                        | |
| Dschuyūschī-Moschee                         |        | Kairo                      | 1085                        | |
| Chānqā von Faradsch ibn Barqūq              |        | Kairo                      | 1411                        | |
| Chāir-Bak-Moschee                           |        | Kairo                      | 1502                        | |
| Lu'lu'a-Moschee                             |        | Kairo                      | 1015–1016                   | |
| Mahmūd-al-Kurdī-Moschee                     |        | Kairo                      | 1395                        | |
| Moschee von Abū-dh-Dhahab                   |        | Kairo                      | 1774                        | |
| Moschee von al-Māridānī                     |        | Kairo                      | 1339                        | |
| Moschee von ʿAmr ibn al-ʿĀs                 | Center | Kairo                      | 641                         | Die zweitälteste Moschee in Ägypten. |
| Moschee von ʿAmr ibn al-ʿĀs                 |        | Damiette                   | 642                         | Die drittälteste Moschee in Ägypten. |
| Moschee von Ibn Tūlūn                       |        | Kairo                      | 879                         | Die älteste in ihrer ursprünglichen Form erhaltene Moschee der Stadt und die flächenmäßig größte Moschee Kairos                                                                                                  |
| Moschee von Sarghatmisch                    |        | Kairo                      | 1356                        | |
| Moschee von Muhammad ʿAlī                   |        | Kairo                      | 1848                        | Der sichtbarste Ort in der Stadt |
| Moschee von Qānī Bāi al-Muhammadī           |        | Kairo                      | 1413                        | |
| Moschee von Qānī Bāi                        |        | Kairo                      | 1503                        | |
| Ahmad-al-Badawī-Moschee                     |        | Tantā                      | 13. Jahrhundert             | Renoviert im Jahr 1975 und im Jahr 2005. |
| Moschee-Sabīl von Sulaimān Aghā as-Silahdār |        | Kairo                      | 1839                        | |
| Moschee von Sultān al-Mu'aiyad              |        | Kairo                      | 1410                        | |
| Moscher von az-Zāhir Baibars                |        | Kairo                      | 1269                        | |
| Moschee-Madrasa von Sultān Barqūq           |        | Kairo                      | 1386                        | |
| Moschee-Madrasa von Sultān Hasan            |        | Kairo                      | 1356                        | |
| Moschee von Taghrī Birdī                    |        | Kairo                      | 1440                        | |
| Qā'id-Ibrāhīm-Moschee                       |        | Alexandria                 | 1948                        | |
| Qalāwūn-Moschee                             |        | Kairo                      | 1304                        | |
| Qāitbāi-Moschee                             |        | Kairo                      | 1472                        | |
| Rābiʿa-al-ʿAdawiyya-Moschee                 |        | Kairo                      | 1993                        | |
| Sayida-ʿĀ'ischa-Moschee                     |        | Kairo                      | 14. Jahrhundert             | |
| Sayyida-Zainab-Moschee                      |        | Kairo                      | 1547                        | |
| Moschee von Schaichū                        |        | Kairo                      | 1349                        | |
| Sulaimān-Bāschā-Moschee                     |        | Kairo                      | 1528                        | |
| ʿĀrif-Moschee                               |        | Sawhādsch                  | 1968                        | |